# كينغو ناغاي
كينغو ناغاي (باليابانية: 永井 堅梧) (مواليد 6 نوفمبر 1994)، هو لاعب كرة قدم ياباني سابق كان يلعب كحارس مرمى.

## وصلات خارجية
- كينغو ناغاي على موقع رابطة كرة القدم اليابانية للمحترفين (اليابانية)
- كينغو ناغاي على موقع قاعدة بيانات كرة القدم.إي يو (الإنجليزية)
- كينغو ناغاي على موقع Soccerway.com (الإنجليزية)
- كينغو ناغاي على موقع عالم كرة القدم.نت (الإنجليزية)